# Penicillium vulpinum
Penicillium vulpinum (Cooke & Massee) Seifert & Samson – gatunek grzybów z klasy Eurotiomycetes. Mikroskopijny grzyb strzępkowy.

## Systematyka i nazewnictwo
Pozycja w klasyfikacji według Index Fungorum: Penicillium, Aspergillaceae, Eurotiales, Eurotiomycetidae, Eurotiomycetes, Pezizomycotina, Ascomycota, Fungi.
Po raz pierwszy opisali go w 1888 roku Mordecai Cubitt Cooke i George Edward Massee, nadając mu nazwę Coremium vulpinum. W 1986 r. Keith Seifert i Robert Archibald Samson przenieśli go do rodzaju Penicillium. Pozostałe synonimy:
- Penicillium claviforme Bainier 1905
- Penicillium claviforme var. candicans S. Abe & Ura ex C. Ramírez 1982
- Penicillium claviforme var. candicans S. Abe & Ura 1956
- Penicillium claviforme var. olivicolor S. Abe & Ura 1956
- Penicillium claviforme var. olivicolor S. Abe & Ura ex C. Ramírez 1982

## Morfologia i rozwój
Penicillusy czterookółkowe, sinusoidalne, z gęstymi, pędzelkowato rozbiegającymi się gałązkami. Konidia gładkie, elipsoidalne, 4–4,5 × 3–3,5 µm. Fialidy cylindryczne, zwężające się, 8–11 × 2,2–3 µm. Metule cylindryczne (czasami z rozdętymi wierzchołkami), 9–12 × 2–3 µm. Ramiona cylindryczne, 10–27 × 3–4 (czasami wierzchołkowo rozdęte). Trzonki gładkie, 100–200 × 2,5–3,5 µm. Tworzą główkowate synnemy o długości 2–5 mm. Nie tworzą sklerocjów.
Na podłożu CYA kolonia jest zielonkawoszara, z przeźroczystym wysiękiem. Rewers kremowy do czerwonobrązowego. Na podłożu TAK rewers kremowożółty do beżowego. Reakcja Ehrlicha: brak, żółta lub słabo fioletowa. Średnica kolonii po 1 tygodniu w temoperaturze 25 °C na CYA: 17–43 mm.
Cechy diagnostyczne: wytwarzanie patuliny, rokiefortyny C, meleagryny, oksaliny, szerokoelipsoidalne, gładkościenne zarodniki, długie synnemy z różowymi trzonkami.
Penicillium vulpinum to grzyb glebowy i koprofilny. Występuje na wszystkich kontynentach poza Antarktydą. W Polsce stwierdzono występowanie tego gatunku w glebie i na resztkach roślinnych. Występuje także na odchodach i owadach.